# Hakalamm
Hakalamm är en sjö i Ludvika kommun i Dalarna och ingår i Norrströms huvudavrinningsområde. Sjön har en area på 0,1 kvadratkilometer och ligger 252,3 meter över havet.

## Delavrinningsområde
Hakalamm ingår i det delavrinningsområde (667287-144396) som SMHI kallar för Mynnar i Kolbäcksån. Medelhöjden är 257 meter över havet och ytan är 18,15 kvadratkilometer. Räknas de 3 avrinningsområdena uppströms in blir den ackumulerade arean 61,58 kvadratkilometer. Pillisoån som avvattnar avrinningsområdet har biflödesordning 4, vilket innebär att vattnet flödar genom totalt 4 vattendrag innan det når havet efter 287 kilometer. Avrinningsområdet består mestadels av skog (73 procent) och sankmarker (14 procent). Avrinningsområdet har 0,63 kvadratkilometer vattenytor vilket ger det en sjöprocent på 1 procent.